# Saló del Manga de Múrcia
El Saló del Manga de Múrcia és una convenció anual d'aficionats al manga, l'anime i la cultura del Japó contemporani. El saló murcià compta amb la col·laboració de Ficomic.
Amb una mitjana de vint mil visitants per edició —cinc mil de fora de la Regió de Múrcia—, és la tercera fira de cultura popular japonesa d'Espanya, darrere del Saló del Manga de Barcelona i d'Expomanga, i per davant del Japan Weekend Valencia.
La primera edició es presentà durant el Saló Internacional del Còmic de Barcelona de 2009, a càrrec dels organitzadors.
La iniciativa fon batejada amb el títol de Murcia se reManga («Múrcia s'arromanga») en el cartell, obra de Salva Espín.
Entre les activitats oferides hi hagueren exhibicions d'ai-kido, kendo i kobudo; tallers de cal·ligrafia japonesa i origami; i concursos de cosplay i Para-Para; entre les parades comercials estigué la de la llibreria Futurama de València.
El primer Saló rebé un total de setze mil assistents.
Per al segon, l'organització duplicà el nombre d'activitats amb la intenció de rebre vint mil visitants:
en la inauguració participà el director de la Fundación Japón, Hiroyuki Ueno, el qual destacà l'aspecte cultural del Saló, que no es limita al manga i l'anime, sinó que també oferix altres aspectes de la vida japonesa.
El tercer Saló s'inaugurà divendres 11 de novembre de 2011, amb un 25% més d'entrades anticipades venudes que l'any anterior i dos-centes activitats al voltant de la cultura nipona, entre les quals la projecció de pel·lícules d'Studio Ghibli, tallers sobre la reforestació nendo dago, una exposició de la pintora Miwako Yamaguhi i l'actuació d'una estrela del J-Pop, Ruki Chan.
Per a la quarta edició, celebrada del 16 al 18 de novembre de 2012, l'organització habilità una zona d'acampada per als visitants, batejada com a «Mangacampada»; a la inauguració assistí el director de Ficomic, Carles Santamaría Martínez, que també oferí una conferència com a director del Saló de Barcelona; també convidaren el traductor Marc Bernabé.
El V Saló (2013) homenatjà Hayao Miyazaki, que anuncià la seua retirada eixe any, amb una exposició i una conferència al voltant de la seua obra.
La VI edició amplià les activitats a dos-centes cinquanta, amb Mazinger Z com a protagoniste:
a més d'una exposició sobre l'obra de Gō Nagai, diumenge de matí oferí un encontre amb Alfredo Garrido, cantant de la versió espanyola de l'opening de moltes sèries d'anime clàssiques.
La VII edició (2015) homenatjà la sèrie Marco amb una exposició monogràfica i dedicà un dia a Saint Seiya:
Alfredo Garrido acompanyà el cantant José María Pascual com a intèrpret i autor de l'òpening castellà de Marco pels quaranta anys de la sèrie; de Saint Seiya hi hagué una exposició de màsqueres, la projecció de la pel·lícula Saint Seiya: Legend of Sanctuary i un concert de Joaquín Paz, intèrpret de l'opening de Saint Seiya: The Lost Canvas.
L'any següent, Saint Seiya protagonitzà la VIII edició pel trenté aniversari de la sèrie: Joaquín Paz tornà a actuar, acompanyat per les cantants Fátima Ayats i Bianca Moreno; també hi assistiren la cosplayer noruega Tine Marie Riis i els autors Jesulink i Salva Espín.
L'any 2017 tornà a convidar Salva Espín, a més del director de l'anime de Shin Chan, Yuji Muto, i una sessió dedicada a Bola de Drac:
el Saló, que fins llavors s'havia celebrat en l'edifici annexe a l'Auditori Víctor Villegas, ocupà per primer any l'edifici principal per a allotjar els concerts, l'espai comercial i la «Mangateca», un espai gratuït de lectura amb tres-cents mangues.